# 農場の死
『農場の死』（The Russian Soldier）は、1986年のイギリスのサスペンステレビ映画。ウォーレン・クラーク出演。1986年3月9日にBBCの「スクリーン・トゥー」枠で放送されたビデオ撮影作品。

## ストーリー
イギリスのドーセットで農業を営んでいるギャレット一家は、大黒柱のエドガー、妻のジュリー、4人の息子のマイケル、ダニー、フィン、スティーヴンの6人と、作男夫婦のナイジェルとキャロルで平凡だが穏やかな生活を送っていた。だがある日、農場の牛や羊たちが泡を吹いて死ぬという謎の出来事が起き、ニワトリも産む卵の数が減った上孵化するのはその一割となってしまう。
エドガーは獣医のテュークに相談するも原因は分からず、テュークは家畜の死体を検査に回し、その結果が届くまで待つことにした。その後農林省のジョン・カーターという役人がテュークの元を訪れ、原因を探るためエドガーの農場に2人で向かうことになった。農場を調べたカーターは、テュークに口蹄疫を理由としてここを閉鎖すると話す。そしてカーターはテュークに対し、決して家畜たちに起こったことを口外しないよう口止めし、テュークもそれを渋々受け入れる。
農場が閉鎖されこれからの生活の目処が立たなくなったエドガーは、テュークとカーターに原因を尋ねるがまだ分からないとして答えを得られないでいた。そこで2人とは別にエドガーも真相を知るため、自ら行動を開始する。

## キャスト
※括弧内は毎日放送版日本語吹替（初回放送1989年3月8日）
- エドガー・ギャレット - ウォーレン・クラーク（秋元羊介）
- テューク - アラン・マクノートン（英語版）（吉水慶）
- ジョン・カーター - パトリック・マラハイド（池田勝）
- ジュリー・ギャレット - ジャン・ウッド（藤夏子）
- マイケル - スティーヴン・ジャクソン（難波圭一）
- ナイジェル - ジェローム・フリン（小室正幸）
- キャロル - ジューン・ペイジ（英語版）（達依久子）
- 大臣 - イアン・ラトレイ（英語版）（伊井篤史）
- 最初の役人 - スーザン・ダウドール（磯辺万沙子）
- 2番目の役人 - ヘンリー・モクソン（宮沢元）
- 海軍士官 - ピーター・サンズ（伊井篤史）
- 本屋 - ジェームズ・ウォーカー（小室正幸）
- タフ - ダグラス・ハリス（伊井篤史）
- ハリー - リチャード・キュービソン（英語版）（江原正士）

## スタッフ
- 監督 - ギャヴィン・ミラー（英語版）
- 脚本 - ブライアン・フェラン
- 製作 - アラン・シャルクロス（英語版）
- プロダクションデザイナー - ディック・コールズ
- 音楽 - スタンリー・マイヤーズ

日本語版スタッフ
- 吹替翻訳 - 高橋京子
- 吹替演出 - 松川陸
- 吹替音楽・効果 - 猪飼和彦、渡辺基
- 吹替調整 - 遠西勝三
- 吹替スタジオ - ニュージャパンスタジオ
- 吹替VTR - 三田ビデオセンター
- 吹替担当 - 井村恵樹
- 吹替製作 - 毎日放送、千代田プロダクション